# Desvres
Desvres [dɛvʁ] est une commune française située dans le département du Pas-de-Calais en région Hauts-de-France. Ses habitants sont appelés les Desvrois.
La commune est le siège de la communauté de communes de Desvres - Samer qui regroupe 31 communes et compte 23 221 habitants en 2021.
Ville de 4 827 habitants (dernier recensement de 2022), Desvres est un pôle secondaire du Boulonnais offrant de nombreux services (santé, éducation, commerces, loisirs, village des métiers d'art...). La forêt de Desvres au nord tient une place importante dans le territoire communal. La commune est principalement connue pour sa faïence, produite à Desvres depuis plusieurs siècles et exposée aujourd'hui dans le musée de la faïence.
Le territoire de la commune est situé dans le parc naturel régional des Caps et Marais d'Opale.

## Géographie

### Localisation
Localisée dans l'ouest du département du Pas-de-Calais, Desvres est une commune située, à vol d'oiseau, à 17 km au sud-est de Boulogne-sur-Mer (chef-lieu d'arrondissement), au cœur de la boutonnière du Boulonnais et du parc naturel régional des Caps et Marais d'Opale. Elle est intégrée à un paysage de bocage, et à la forêt de Desvres au nord.
Dans l'influence directe de l'agglomération de Boulogne-sur-Mer, Desvres fait également office de pôle secondaire. Elle est le siège de la communauté de communes de Desvres - Samer qui regroupe 31 de l'Est du Boulonnais. La trame urbaine garde la mémoire du statut de forteresse de la ville au Moyen Âge.
Le territoire de la commune est limitrophe de ceux de six communes.
Les communes limitrophes sont Menneville, Longfossé, Wirwignes, Bournonville, Courset et Crémarest.

### Géologie et relief

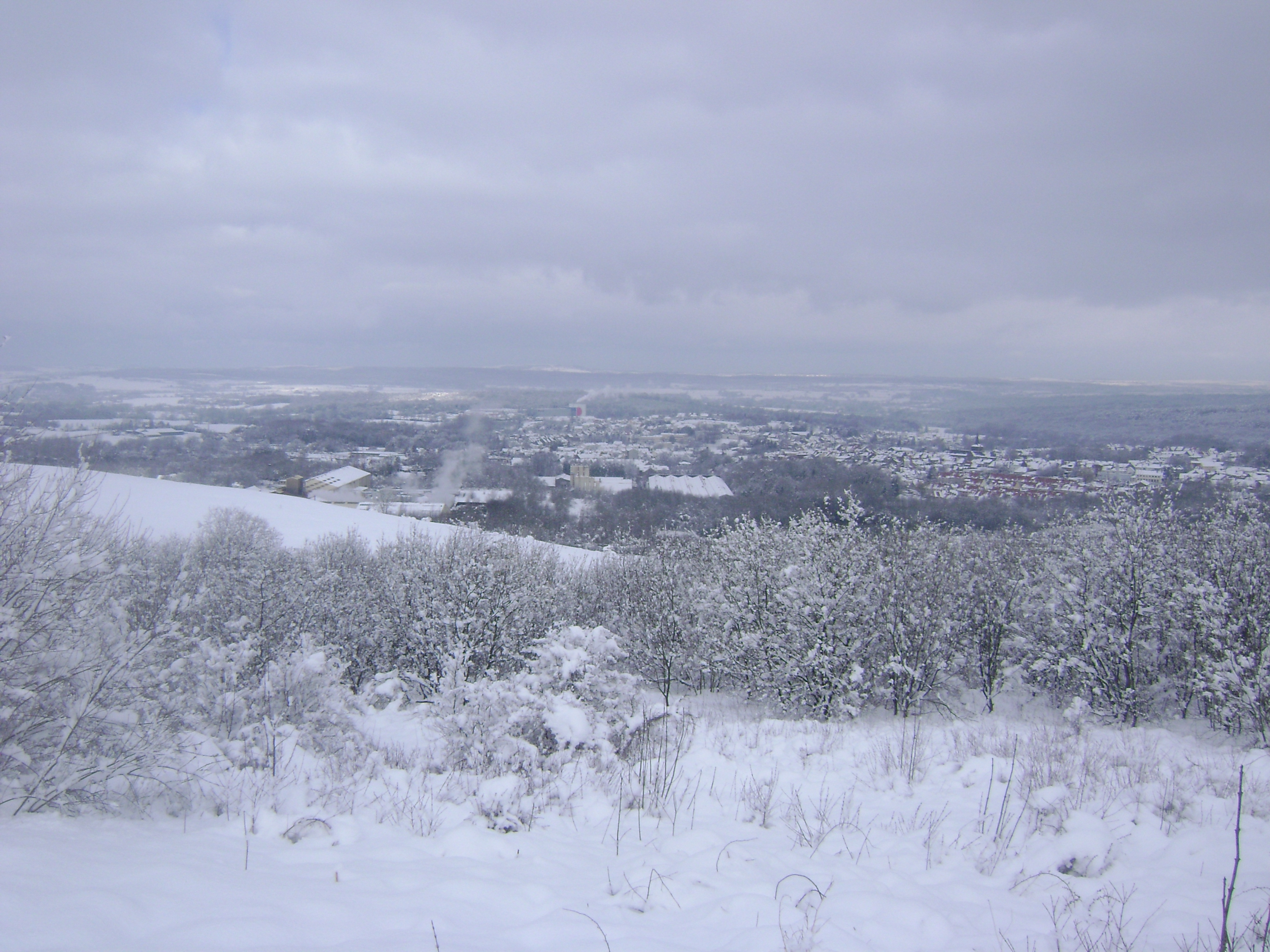
Desvres sous la neige vue du Mont Pelé.

La superficie de la commune est de 9,42 km2 ; son altitude varie de 42 à 208 m.
Cette ville possède avec le mont Hulin (202 mètres) et le mont Pelé (208 mètres) les points les plus hauts de la cuesta boulonnaise (chaîne de petits monts le long des coteaux calcaires de la boutonnière). Les sols du fond de la boutonnière sont à dominante argileuse. Le risque de retrait-gonflement de l'argile est en aléa nul à fort selon les secteurs.
Les points bas se situent au nord (vallon creusé par les ruisseaux) et les points hauts au sud (partie sud de la cuesta). Un mont est cependant situé au nord, dans la forêt. Son altitude est de 123 mètres.

### Hydrographie
Le territoire de la commune est situé dans le bassin Artois-Picardie.
Le réseau hydrographique de la commune est dense. La Lène, appelée aussi le ruisseau de Desvres, prend sa source près de la voie ferrée à l'est. Elle traverse la commune entre la zone bâtie et la forêt, et coule vers l'ouest où elle se nomme la Lène avant de se jeter dans le fleuve Liane. Plusieurs ruisseaux permanents (venant du sud) et intermittents (en provenance de la forêt au nord) alimentent ce ruisseau sur le territoire communal. La Strène (ruisseau de la Fougère) coule plus au nord dans la forêt, également vers l'ouest et la Lène,,,,,. Plusieurs étangs sont également présents.

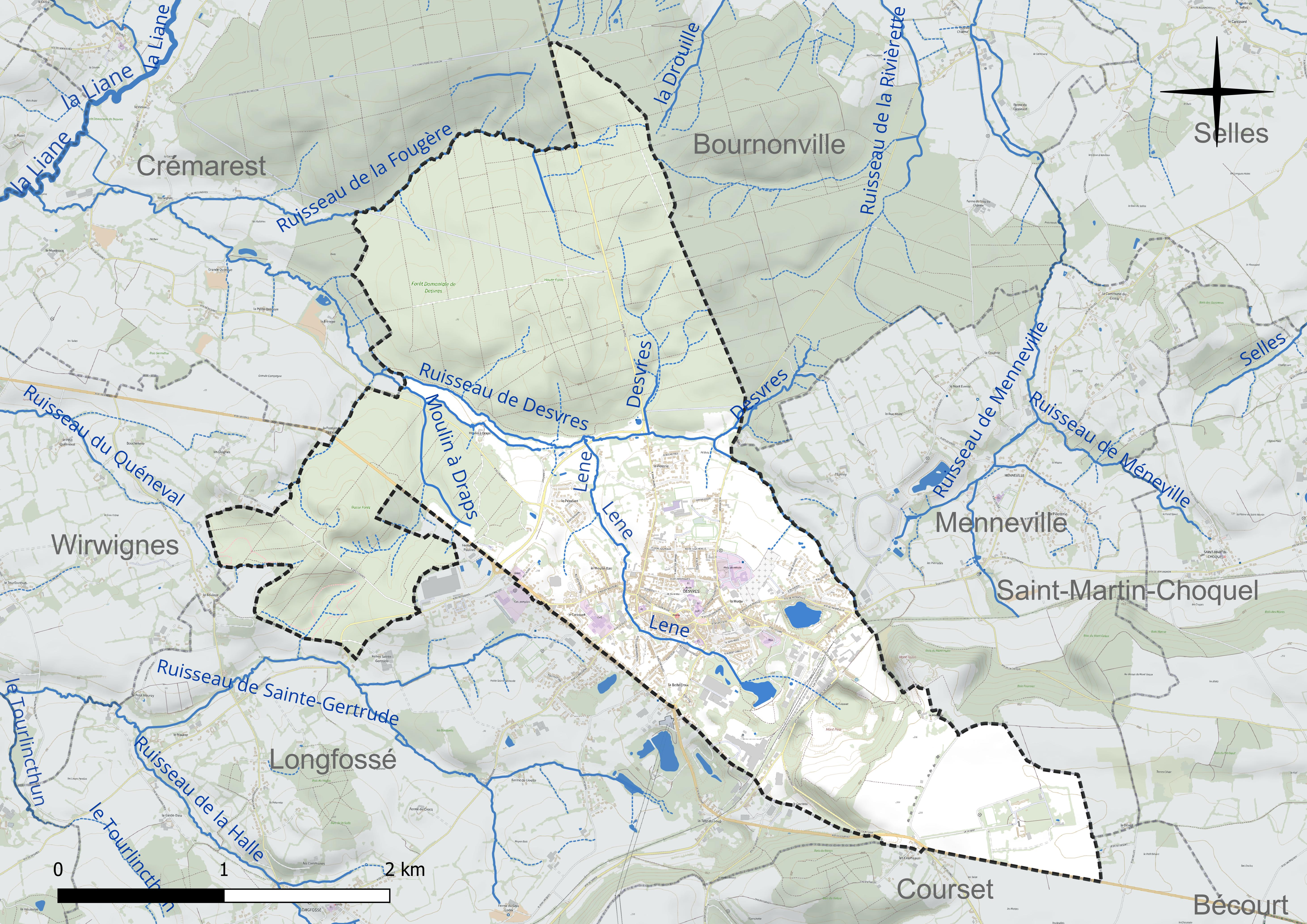
Réseau hydrographique de Desvres.

### Climat
Pour des articles plus généraux, voir Climat des Hauts-de-France et Climat du Pas-de-Calais.
En 2010, le climat de la commune est de type climat océanique franc, selon une étude du CNRS s'appuyant sur une série de données couvrant la période 1971-2000. En 2020, Météo-France publie une typologie des climats de la France métropolitaine dans laquelle la commune est exposée à un climat océanique et est dans la région climatique Côtes de la Manche orientale, caractérisée par un faible ensoleillement (1 550 h/an) ; forte humidité de l’air (plus de 20 h/jour avec humidité relative > 80 % en hiver), vents forts fréquents.
Pour la période 1971-2000, la température annuelle moyenne est de 10,1 °C, avec une amplitude thermique annuelle de 12,6 °C. Le cumul annuel moyen de précipitations est de 910 mm, avec 13,2 jours de précipitations en janvier et 8,6 jours en juillet. Pour la période 1991-2020, la température moyenne annuelle observée sur la station météorologique la plus proche, située sur la commune de Nielles-lès-Bléquin à 14 km à vol d'oiseau, est de 10,6 °C et le cumul annuel moyen de précipitations est de 976,9 mm,. Pour l'avenir, les paramètres climatiques de la commune estimés pour 2050 selon différents scénarios d'émission de gaz à effet de serre sont consultables sur un site dédié publié par Météo-France en novembre 2022.

### Paysages
Pour un article plus général, voir Paysage en France.
La commune est située dans trois paysages tels que définis dans l’atlas des paysages de la région Nord-Pas-de-Calais, conçu par la direction régionale de l'Environnement, de l'Aménagement et du Logement (DREAL), : 
- le « paysage montreuillois ». Ce paysage, qui concerne 98 communes, se délimite : à l’Ouest par des falaises qui, avec le recul de la mer, ont donné naissance aux bas-champs ourlées de dunes ; au Nord par la boutonnière du Boulonnais ; au sud par le vaste plateau formé par la vallée de l’Authie, et à l’Est par les paysages du Ternois et de Haut-Artois. Ce paysage régional, avec, dans son axe central, la vallée de la Canche et ses nombreux affluents comme la Course, la Créquoise, la Planquette…, offre une alternance de vallées et de plateaux, appelée « ondulations montreuilloises ». Dans ce paysage, et plus particulièrement sur les plateaux, on cultive la betterave sucrière, le blé et le maïs, et les plateaux entre la Ternoise et la Créquoise sont couverts de vastes massifs forestiers comme la forêt d'Hesdin, les bois de Fressin, Sains-lès-Fressin, Créquy…[18] ;
- Le « paysage boulonnais », constitué d'une boutonnière bordée d’une cuesta définissant un pays d’enclosure, est essentiellement un paysage bocager composé de 47 % de son sol en herbe ou en forêt et de 31 % en herbage, avec, dans le sud et l’est, trois grandes forêts, celle de Boulogne, d’Hardelot et de Desvres et, au nord, le bassin de carrière avec l'extraction de la pierre de Marquise depuis le Moyen Âge et de la pierre marbrière dont l'extraction s'est développée au XIXe siècle.

La boutonnière est formée de trois ensembles écopaysagers : le plateau calcaire d’Artois qui forme le haut Boulonnais, la boutonnière qui forme la cuvette du bas Boulonnais et la cuesta formée d’escarpements calcaires.
Dans ce paysage, on distingue trois entités : 
- les vastes champs ouverts du Haut Boulonnais ;
- le bocage humide dans le Bas Boulonnais ;
- la couronne de la cuesta avec son dénivelé important et son caractère boisé ;

- les « paysages des hauts plateaux artésiens », qui concernent 77 communes du Pas-de-Calais, se situent à l'extrémité ouest des collines de l'Artois qui traversent le Pas-de-Calais d'Arras au Boulonnais. L'alltitude de ces paysages dépassent les 180 mètres. Ces dimensions sont modestes, d'une quinzaine de kilomètres du sud-est au nord-ouest et d'une vingtaine de kilomètres dans sa dimension la plus grande[20].

Ces « paysages des hauts plateaux artésiens », appelés aussi « Haut Artois », se caractérisent par trois ensembles écopaysagers :
- - l'ensemble mésophile ouvert du plateau artésien calcaire ;
  - l'ensemble alluvial des fonds de vallée de la Lys et de l'Aa ;
  - l'ensemble calcicole des versants calcaires des vallées[20].

Le « Haut Artois » dispose d'une importante densité de corridors biologiques bien interconnectés.
Dans le « Haut Artois », pas de villes, c'est une des rares terres rurales de la région, les communes les plus importantes sont, du nord au sud, Lumbres, Fauquembergues et Fruges. Le « Haut Artois », drainé par l'Aa et la Lys, constitue le sommet de l'anticlinal artésien, paysage ventée, froid et aux précipitations importantes qui en font le château d'eau régional.
Leș cultures représentent environ 60 % des sols, les prairies entre 26 et 27 %, les bois de 5 à 8 % et les villages et bourgs de 5 à 8 %, l'industrie y est peu présente.

### Milieux naturels et biodiversité
Le territoire communal se situe au sein du Boulonnais (bocage remarquable), au bord de la cuesta (coteaux calcaires). La forêt domaniale de Desvres est un des grands massifs boisés de la région. Le massif abrite notamment quelques milieux tourbeux remarquables. Ce massif forestier est bien fréquenté, mais également utilisé pour la chasse.
Par ailleurs, d'anciennes carrières ont été réhabilitées en étang (la fosse aux Chiens). Le bourg présente par ailleurs des zones de verdure : jardins, anciens remparts.

#### Espaces protégés et gérés
La protection réglementaire est le mode d’intervention le plus fort pour préserver des espaces naturels remarquables et leur biodiversité associée.
Le territoire de la commune fait partie de quatre espaces protégés et gérés :
- le parc naturel régional des Caps et Marais d'Opale, d’une superficie de 132 499 ha réparties sur 154 communes, géré par le syndicat mixte d'aménagement et de gestion du parc naturel régional des Caps et Marais d'Opale[23] ;
- la basse forêt 1, réserve biologique dirigée, d’une superficie de 1,5 ha et gérée par l’Office national des forêts (ONF)[24] ;
- la basse forêt 2, réserve biologique dirigée, d’une superficie de 5 ha et gérée par l'ONF[25] ;
- les coteaux calcaires du Boulonnais, arrêté préfectoral de protection de biotope (APB), d’une superficie de 295,22 ha[26].

#### Zones naturelles d'intérêt écologique, faunistique et floristique
L’inventaire des zones naturelles d'intérêt écologique, faunistique et floristique (ZNIEFF) a pour objectif de réaliser une couverture des zones les plus intéressantes sur le plan écologique, essentiellement dans la perspective d’améliorer la connaissance du patrimoine naturel national et de fournir aux différents décideurs un outil d’aide à la prise en compte de l’environnement dans l’aménagement du territoire.
Le territoire communal comprend deux ZNIEFF de type 1 :
- la forêt domaniale de Desvres. La forêt domaniale de Desvres s’étend au nord de la commune de Desvres et appartient au complexe bocager du bas-Boulonnais et de la Liane. Elle est constituée de la basse forêt, de la haute forêt et de la forêt du Montpas[27] ;
- les bois des Monts, Mont Graux, Mont-Hulin, Mont de la Calique et anciennes carrières du Mont-Pelé à Desvres. Le versant pentu de ce secteur de cuesta, composé de craies plus ou moins marneuses (turonien inférieur et moyen), avec un liseré étroit de craie blanche à silex en haut de pente, est très majoritairement boisé en dehors des secteurs correspondant à d’anciennes zones d’extraction de craie. Le plateau limoneux, entrecoupé de plages d’argiles à silex, est occupé par des cultures. On retrouve aussi des cultures en contrebas de la pente, sur marnes (Cénomanien)[28].

et deux ZNIEFF de type 2 :
- le complexe bocager du Bas-Boulonnais et de la Liane. Le complexe bocager du bas-Boulonnais et de la Liane s’étend entre Saint-Martin-Boulogne et Saint-Léonard à l’ouest et Quesques et Lottinghen à l’est. Il correspond à la cuvette herbagère du bas-Boulonnais[29] ;
- la cuesta du Boulonnais entre Neufchâtel-Hardelot et Colembert. La cuesta du Boulonnais marque la séparation entre les terrains jurassiques du bas-Boulonnais et les plateaux crayeux des hautes terres Artésiennes[30].

Carte des ZNIEFF de type 1 et 2 sur la commune
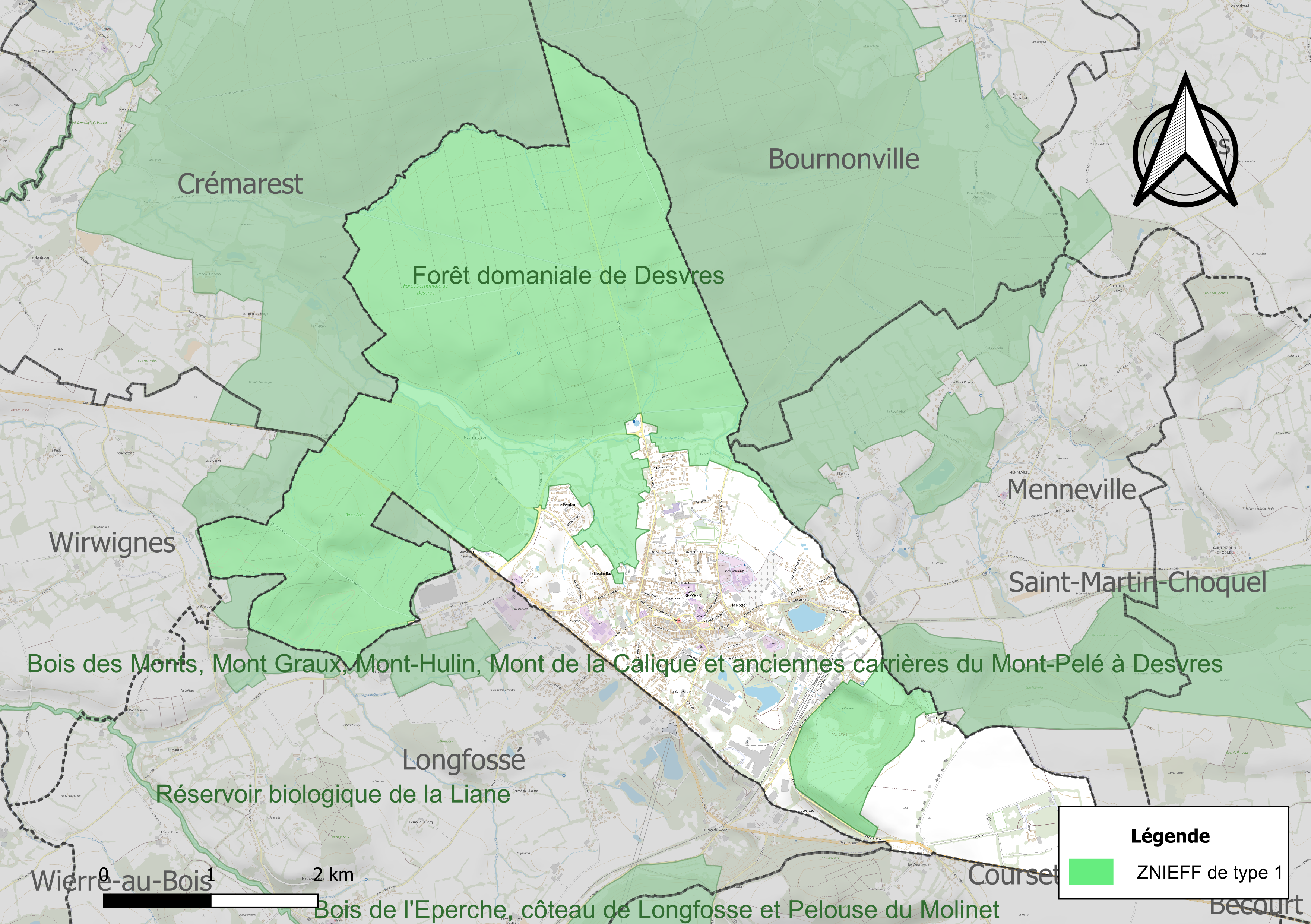
Carte des ZNIEFF de type 1 sur la commune.
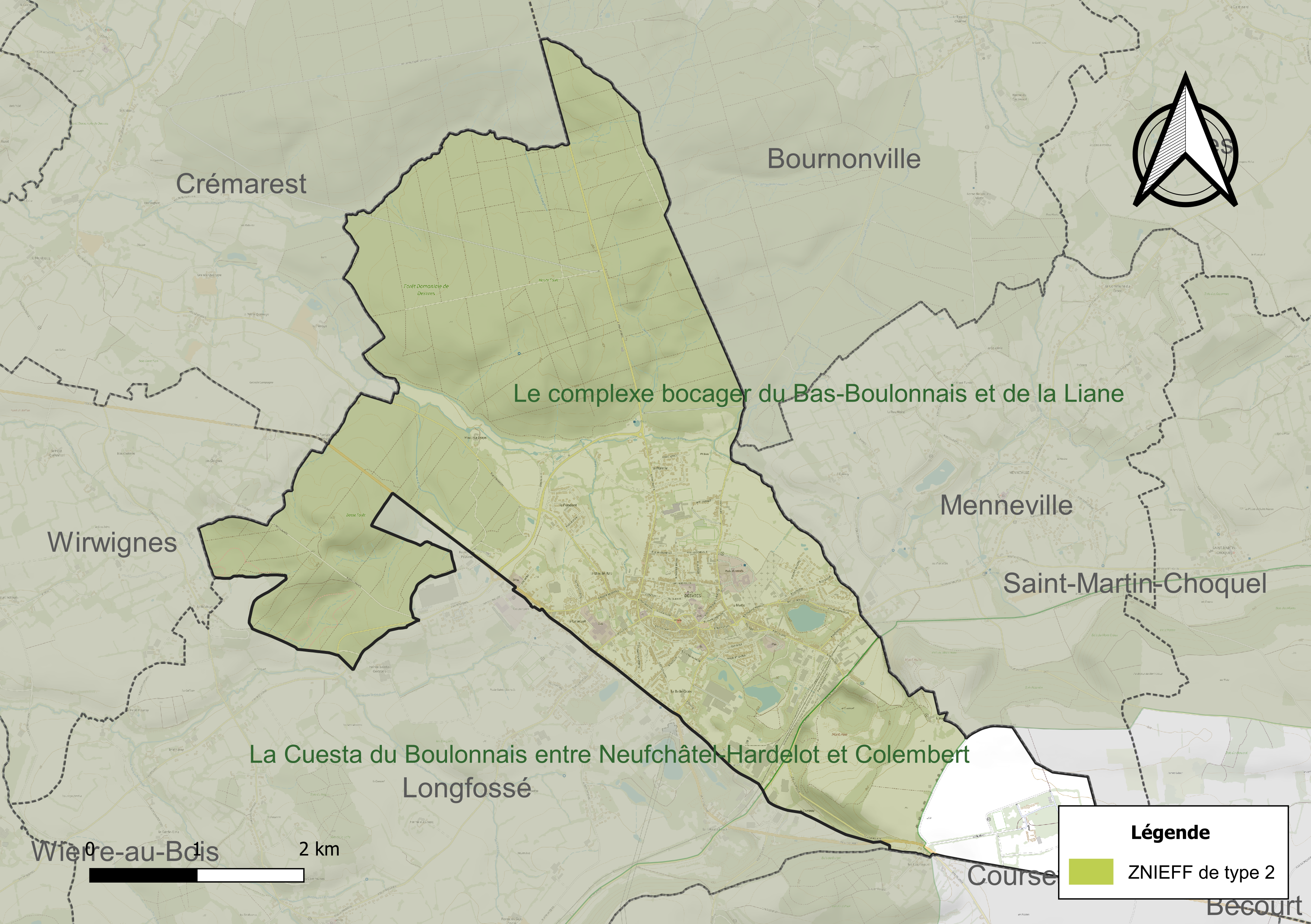
Carte des ZNIEFF de type 2 sur la commune.

#### Inventaire national du patrimoine géologique
L’inventaire national du patrimoine géologique a été lancé en 2007 dans le cadre de la loi du 27 février 2002, relative à la démocratie de proximité. Celle-ci précise en ces termes que « l'État […] assure la conception, l'animation et l'évaluation de l'inventaire du patrimoine naturel qui comprend les richesses écologiques, faunistiques, floristiques, géologiques, minéralogiques et paléontologiques ». Une méthodologie spécifique a été définie pour cet inventaire,.
Dans ce cadre, sur la commune se trouve le site des tourbières ombrogènes en forêt de Desvres (aulnaies tourbeuses à Osmonde royale). C'est un ensemble de petites tourbières à sphaignes des vallonnets de la haute et de la basse forêt domaniale de Desvres qui entaillent les niveaux argileux et marneux.

#### Sites Natura 2000
Le réseau Natura 2000 est un réseau écologique européen de sites naturels d’intérêt écologique élaboré à partir des Directives « Habitats » et « Oiseaux ». Ce réseau est constitué de Zones spéciales de sonservation (ZSC) et de Zones de protection spéciale (ZPS). Dans les zones de ce réseau, les États Membres s'engagent à maintenir dans un état de conservation favorable les types d'habitats et d'espèces concernés, par le biais de mesures réglementaires, administratives ou contractuelles.
Deux sites Natura 2000 ont été définis sur la commune au titre de la « directive Habitats » :
- les Pelouses et bois neutrocalcicoles de la cuesta sud du Boulonnais[36] ;
- les forêts de Desvres et de Boulogne et bocage prairial humide du bas-Boulonnais[37].

## Urbanisme

### Typologie
Au 1er janvier 2024, Desvres est catégorisée petite ville, selon la nouvelle grille communale de densité à sept niveaux définie par l'Insee en 2022.
Elle appartient à l'unité urbaine de Desvres, une agglomération intra-départementale regroupant deux  communes, dont elle est ville-centre,,. Par ailleurs la commune fait partie de l'aire d'attraction de Boulogne-sur-Mer, dont elle est une commune de la couronne,. Cette aire, qui regroupe 80 communes, est catégorisée dans les aires de 50 000 à moins de 200 000 habitants,.

### Occupation des sols
L'occupation des sols de la commune, telle qu'elle ressort de la base de données européenne d’occupation biophysique des sols Corine Land Cover (CLC), est marquée par l'importance des forêts et milieux semi-naturels (52,6 % en 2018), une proportion sensiblement équivalente à celle de 1990 (53,4 %). La répartition détaillée en 2018 est la suivante : 
forêts (52,6 %), zones urbanisées (16,5 %), prairies (14,2 %), terres arables (7,4 %), zones industrielles ou commerciales et réseaux de communication (5,6 %), zones agricoles hétérogènes (3,8 %). L'évolution de l’occupation des sols de la commune et de ses infrastructures peut être observée sur les différentes représentations cartographiques du territoire : la carte de Cassini (XVIIIe siècle), la carte d'état-major (1820-1866) et les cartes ou photos aériennes de l'IGN pour la période actuelle (1950 à aujourd'hui).

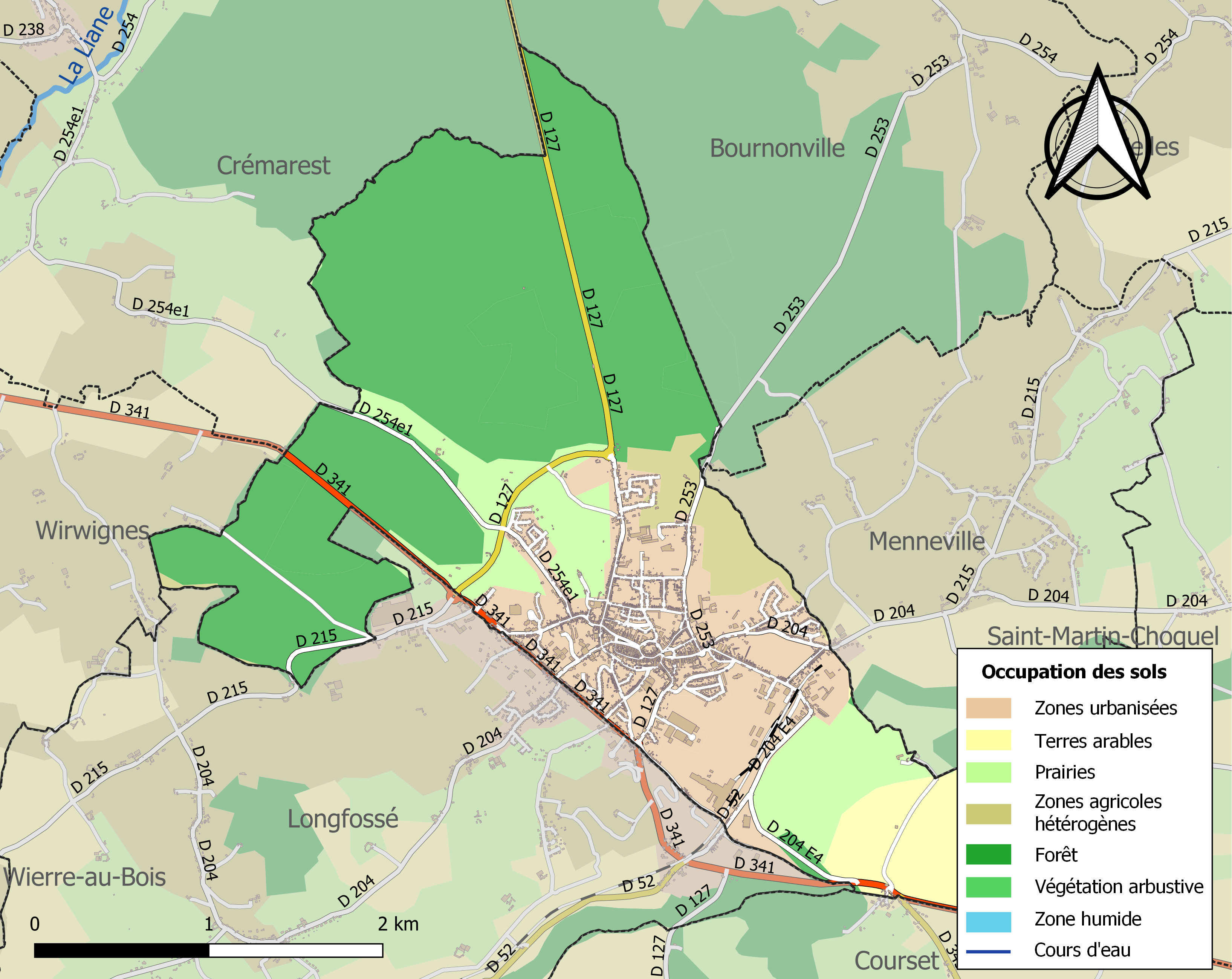
Carte des infrastructures et de l'occupation des sols de la commune en 2018 (CLC).

### Planification de l'aménagement
Un agenda 21 est en cours de réalisation pour l'intercommunalité, qui a par ailleurs été reconnu pôle d'excellence rurale.
La communauté de communes et la commune ont également fait construire le village des métiers d'art sur le territoire communal (projet HQE).
La commune était dotée d'un POS datant de 2005. Celui-ci a été révisé en PLU intercommunal (dont l'élaboration avait commencé en décembre 2010) le 2 décembre 2019. Un schéma de cohérence territoriale (SCOT) a été approuvé le 2 septembre 2013 sur une partie du Pays (CC Desvres - Samer et communauté d'agglomération du Boulonnais).
Le territoire est également soumis au SAGE du Boulonnais, révisé début 2013, et à un plan climat.

### Voies de communication et transports

#### Voies de communication
Desvres est traversée par la route départementale D 341 qui relie Boulogne à Arras. La route nationale 42, qui relie Boulogne à Saint-Omer, passe à proximité de la commune.

#### Transport ferroviaire
La gare de Desvres, sur la ligne de Saint-Omer à Hesdigneul, est fermée aux voyageurs depuis 1968, mais est toujours ouverte au service Fret SNCF. La gare la plus proche toujours en activité est celle d'Hesdigneul (ligne Boulogne-Étaples). La gare de Boulogne-Ville est accessible en 25 minutes en voiture.

### Logement
Desvres compte 2 228 logements en 2007, et 2 313 logements en 2012. La part de résidences principales est de 2 052 logements en 2007 et 2 111 en 2012.
En 2007, 1 181 logements sont occupés par des propriétaires, 872 sont loués, mais seulement 221 (soit 10,8 %) le sont en HLM. En 2012, 1 156 logements sont occupés par des propriétaires, 915 sont loués, et le taux de HLM n'a pas évolué (223 logements soit 10,6 %). La part des grands logements (type T5 ou plus) a progressé.
1 770 logements sont des maisons (soit 86 %), 279 des appartements. Les petits logements représentent 17 % des résidences principales (358 logements du T1 au T3), alors que 31 % des ménages sont des personnes seules.
En 2007, près de 47 % des logements ont été construits avant 1949, 33 % de 1949 à 1974.
De 2007 à 2012, la vacance de logement a augmenté, passant de 7 % à 8,4 %.

### Risques naturels et technologiques

#### Risque inondation
Le 18 juin 2019, un arrêté reconnaissant l'état de catastrophe naturelle sécheresse a été pris, pour onze communes du Pas-de-Calais, dont Desvres, afin que puisse avoir lieu l'indemnisation par les assurances des cas de maisons ou bâtiments fissurés à la suite du retrait-gonflement des argiles.
À la suite du passage des tempêtes Ciarán, Domingos et Elisa et des inondations et coulées de boue qui se sont produites, la commune est reconnue, par arrêté du 14 novembre 2023, en état de catastrophe naturelle pour inondations et coulées de boue sur la période du 2 au 12 novembre 2023, comme 179 autres communes du département.

## Toponymie
Le nom de la localité est attesté sous les formes Deverna en 1172, Diverna en 1173, Davre en 1201, Diurnia en 1215, Dyvernia en 1228, Divernia en 1240, Devra en 1248, Devernœ au XIIIe siècle, Devrene en 1393, Desverne en 1422, Desvrene en 1553, Desvrennes au XVIIe siècle, Desurene au XVIIIe siècle, Desvres depuis 1793.
Desvres tiendrait son nom du gaulois dervo « chêne » suivi du suffixe latin -erna, qui donnerait la « forêt de chênes » (formation toponymique semblable à celle de la commune du même canton, Bernes, bago+erna, la « forêt de hêtres »). Autre hypothèse, elle aussi d'origine gauloise, dubron, qui signifie « eau courante, rivière ».
Desvres (Deveren et Deverne en flamand).

## Histoire
À Wimereux, Ferques, Montreuil-sur-Mer, des traces d'occupation humaine très anciennes ont été trouvées. Les Romains furent ensuite présents dans la région, puis des peuples germaniques.
Desvres est connue depuis l'Antiquité. Dans la forêt, se trouvait au XIXe siècle un endroit appelé « le pont de César ».

### Avant 1789
Un texte de 828 mentionne l'église de Desvres, dont les caves étaient considérées comme une crypte. Au XIe siècle, un hôpital a été construit dans le voisinage de la voie romaine Boulogne-sur-Mer-Thérouanne, sur un terrain où au XIXe siècle se trouvait une ferme nommée « la ferme des pauvres ». Cette voie romaine venant de la basse forêt de Desvres, (forêt domaniale de Desvres) passait au Caraquet, hameau de Desvres. Puis elle se dirigeait vers le hameau de la chaussée et le Mont Hulin à proximité de l'ancien château-fort du Monthulin, sites dépendant de la commune de Desvres.
La position stratégique de la ville au milieu des collines boisées du Boulonnais amena les comtes de Boulogne à y ériger une forteresse. La ville fut toutefois l'objet de nombreux conflits. En juillet 1543, les troupes de Charles Quint ont brûlé Desvres.
Ce n'est qu'à partir du XVIIe siècle que Desvres trouva enfin son essor avec les métiers de la céramique.

### Période contemporaine
Au début du XIXe siècle, Napoléon regroupa les troupes militaires à Boulogne-sur-Mer durant plusieurs années, afin d'envahir l'Angleterre, puis abandonna ce projet.
En 1874, la voie de chemin de fer reliant Boulogne à Saint-Omer est ouverte.
Durant la Première Guerre mondiale, la ville voisine de Montreuil-sur-Mer (à environ 30 km par la route) fut la base des Anglais en France. Durant la Seconde Guerre mondiale, la zone fut occupée par les Allemands.
Au cours du XXe siècle, l'industrie fut la part la plus importante de l'activité économique de Desvres : faïencerie, métallurgie, cimenterie (13 entreprises dans le domaine de la construction en 1990) et agroalimentaire (7 établissements à la même date). De 1982 à 1999, la ville opéra une mutation économique et connut une baisse de sa population. Le nombre d'employés du secteur industriel fut divisé par près de 3. Dans le même temps, la commune connut une tertiarisation.
La commune est la ville de naissance de Ch'Guss (d) (1928-2015), de son vrai nom Robert Jordens, humoriste, auteur patoisant boulonnais, et acteur et scénariste de La Revue Boulonnaise.

## Politique et administration

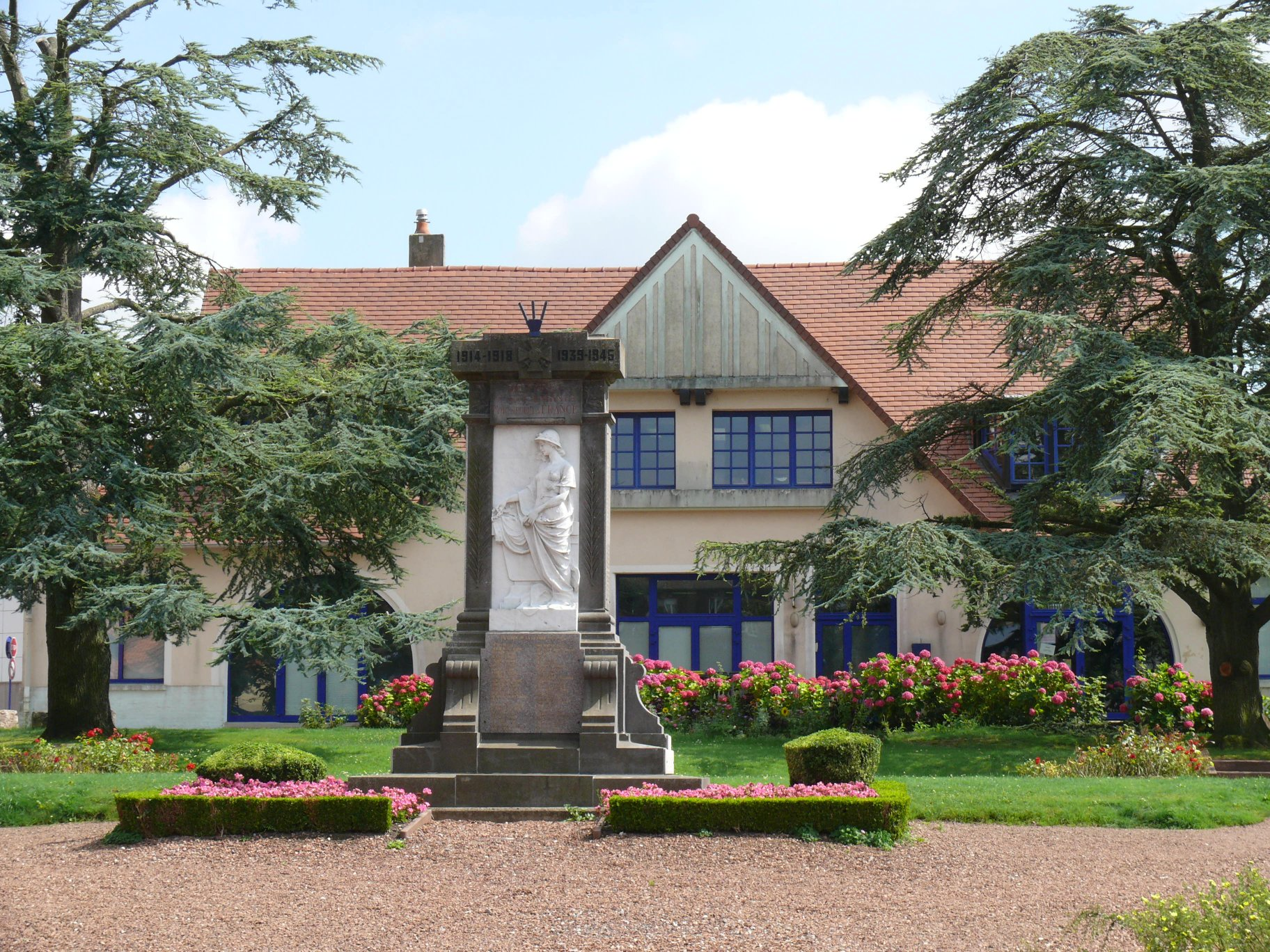
Le monument aux morts et la mairie.

### Découpage territorial
La commune se trouve dans l'arrondissement de Boulogne-sur-Mer du département du Pas-de-Calais.

#### Commune et intercommunalités
Desvres faisait partie de la communauté de communes du pays de la faïence de Desvres. Le 1er janvier 2009, cette intercommunalité a fusionné avec celle de Samer et ses environs, qui comptait moins de 10 000 habitants, pour former la communauté de communes de Desvres - Samer.

#### Circonscriptions administratives
La commune est rattachée au canton de Desvres dont elle est le bureau centralisateur.
Pour l'élection des députés, la commune fait partie de la sixième circonscription du Pas-de-Calais.

### Élections municipales et communautaires

#### Liste des maires
| Période                                  | Période                       | Identité              | Étiquette    | Qualité |
| ---------------------------------------- | ----------------------------- | --------------------- | ------------ | --- |
|                                          |                               |                       |              | |
| Les données manquantes sont à compléter. |                               |                       |              | |
| 1855                                     | 1857                          | Jacques-Marie Poulain |              | |
| Les données manquantes sont à compléter. |                               |                       |              | |
| 1941                                     | 1945                          | Paul Catillon         |              | |
| 1945                                     | 1947                          | Georges Chauvet       |              | |
| mai 1947                                 | octobre 1951                  | Abel Charles          |              | |
| octobre 1951                             | décembre 1979 (décès)         | Raymond Dufour        | SFIO puis PS | Instituteur et directeur d'école retraité Conseiller général de Desvres (1961 → 1973)                                                                                |
| décembre 1979                            | décembre 2005 (démission)     | Michel Sergent        | PS           | Enseignant Sénateur du Pas-de-Calais (1992 → 2011) Député du Pas-de-Calais (5e circ.) (1983 → 1986) Conseiller général de Desvres (1979 → 1992 puis 1998 → 2001)     |
| décembre 2005                            | 8 septembre 2017 (démission)  | Gérard Pécron         | PS           | Clerc de notaire 3e vice-président de la CC de Desvres - Samer (2014 → ?) Suppléant de la députée Brigitte Bourguignon (2012 → 2017) Réélu pour le mandat 2014-2020, |
| 8 septembre 2017                         | En cours (au 11 février 2022) | Marc Démolliens       | PS           | Professeur d'histoire-géographie en lycée 2e vice-président de la CC de Desvres - Samer (2020 → ) Réélu pour le mandat 2020-2026                                     |

## Équipements et services publics

### Enseignement
Desvres compte trois écoles publiques et une privée : 
- école maternelle publique Jules-Ferry ;
- école primaire privée Saint-Nicolas ;
- école primaire publique Jéhan-Molinet ;
- école primaire publique Madame-de-Sévigné.

La commune est également équipée d'un collège public, le collège du Caraquet, et d'un privé, le collège Saint-Joseph.
Les lycées et universités les plus proches se situent dans l'agglomération boulonnaise, à une distance de 16 à 18 km.
Une maison Intercommunale de l’Enfance et de la Famille a été construite à Desvres, avec un multi-accueil (crèche et garderie) de 40 places.

### Santé
Différents professionnels sont présents sur Desvres : pharmacie, kinésithérapeute, médecins, dentistes, infirmiers, laboratoire médical. L'hôpital de Boulogne et la clinique de Saint-Martin-Boulogne sont à moins de 20 km.

## Population et société

### Démographie
Les habitants sont appelés les Desvrois.

#### Évolution démographique
L'évolution du nombre d'habitants est connue à travers les recensements de la population effectués dans la commune depuis 1793. Pour les communes de moins de 10 000 habitants, une enquête de recensement portant sur toute la population est réalisée tous les cinq ans, les populations de référence des années intermédiaires étant quant à elles estimées par interpolation ou extrapolation. Pour la commune, le premier recensement exhaustif entrant dans le cadre du nouveau dispositif a été réalisé en 2004.

En 2022, la commune comptait 4 827 habitants, en évolution de −4,23 % par rapport à 2016 (Pas-de-Calais : −0,72 %, France hors Mayotte : +2,11 %).
| 1793  | 1800  | 1806  | 1821  | 1831  | 1836  | 1841  | 1846  | 1851  |
| ----- | ----- | ----- | ----- | ----- | ----- | ----- | ----- | ----- |
| 2 159 | 2 116 | 2 364 | 2 452 | 2 621 | 2 748 | 2 808 | 2 903 | 2 909 |

| 1856  | 1861  | 1866  | 1872  | 1876  | 1881  | 1886  | 1891  | 1896  |
| ----- | ----- | ----- | ----- | ----- | ----- | ----- | ----- | ----- |
| 2 729 | 2 838 | 2 766 | 3 011 | 3 356 | 3 893 | 4 487 | 4 801 | 4 712 |

| 1901  | 1906  | 1911  | 1921  | 1926  | 1931  | 1936  | 1946  | 1954  |
| ----- | ----- | ----- | ----- | ----- | ----- | ----- | ----- | ----- |
| 4 937 | 4 939 | 5 125 | 4 832 | 5 119 | 5 075 | 5 051 | 5 515 | 5 409 |

| 1962  | 1968  | 1975  | 1982  | 1990  | 1999  | 2004  | 2006  | 2009  |
| ----- | ----- | ----- | ----- | ----- | ----- | ----- | ----- | ----- |
| 5 518 | 5 789 | 5 828 | 5 573 | 5 318 | 5 205 | 5 118 | 5 056 | 5 172 |

| 2014  | 2019  | 2022  | - | - | - | - | - | - |
| ----- | ----- | ----- | - | - | - | - | - | - |
| 5 046 | 4 875 | 4 827 | - | - | - | - | - | - |

#### Pyramide des âges
La population de la commune est relativement jeune.
En 2018, le taux de personnes d'un âge inférieur à 30 ans s'élève à 36,8 %, soit au-dessus de la moyenne départementale (36,7 %). De même, le taux de personnes d'âge supérieur à 60 ans est de 28,1 % la même année, alors qu'il est de 24,9 % au niveau départemental.
En 2018, la commune comptait 2 340 hommes pour 2 590 femmes, soit un taux de 52,54 % de femmes, légèrement supérieur au taux départemental (51,5 %).
Les pyramides des âges de la commune et du département s'établissent comme suit.
| Hommes | Classe d’âge | Femmes |
| ------ | ------------ | ------ |
| 0,7    | 90 ou +      | 2,4    |
| 7,4    | 75-89 ans    | 11,4   |
| 17,0   | 60-74 ans    | 17,0   |
| 19,3   | 45-59 ans    | 17,7   |
| 16,9   | 30-44 ans    | 16,2   |
| 19,3   | 15-29 ans    | 16,3   |
| 19,4   | 0-14 ans     | 18,8   |

| Hommes | Classe d’âge | Femmes |
| ------ | ------------ | ------ |
| 0,5    | 90 ou +      | 1,6    |
| 5,6    | 75-89 ans    | 8,9    |
| 16,7   | 60-74 ans    | 18,1   |
| 20,2   | 45-59 ans    | 19,2   |
| 18,9   | 30-44 ans    | 18,1   |
| 18,2   | 15-29 ans    | 16,2   |
| 19,9   | 0-14 ans     | 17,9   |

### Sports et loisirs
Desvres est équipée d'un gymnase et d'une piscine.
Un nouveau complexe aquatique (piscine et espace balnéo) et culturel (salle multi activité) est en construction depuis le 11 octobre 2019 et devrait être inauguré durant le premier semestre 2021.
Desvres compte une société de quilles (jeu traditionnel du canton, se rapprochant du bowling mais avec des grosses quilles).
Une équipe de hockey sur gazon s'est créée en 2010, les Tigres Desvrois. Différentes associations sportives proposent plusieurs sports (arts martiaux, babygym, hip-hop, football, basketball…).

## Économie

### Entreprises et commerces
La ville a construit sa renommée sur la production de faïence et de porcelaine. La première faïencerie fut créée sur le territoire de la cité en 1764 par Jean-François Sta. Les familles Boulongne, implantée à Desvres depuis le XVIIIe siècle, puis Level et enfin Martel, ainsi que les manufactures Fourmaintraux, conduites par une dynastie de céramistes, ont acquis une notoriété nationale en reproduisant et en interprétant les décors traditionnels de Moustiers, Gien ou Quimper.
Aujourd'hui encore, des artisans perpétuent la tradition faïencière dans de petites structures comme les ateliers Régnier, Phildéco-Philippe Lambert et K. Morel. Le « village des métiers d'art », projet architectural construit en 2008 sur le territoire de la commune limitrophe de Longfossé (ossature bois, panneaux photovoltaïques...), offre aux artisans des locaux adaptés qui récupéreront la chaleur des fours pour le chauffage des ateliers.
Le centre-ville est également animé par différents commerces et activités de service. Le marché se tient chaque mardi matin sur la place Léon-Blum.

## Culture locale et patrimoine

### Lieux et monuments
- L'église Saint-Sauveur.
- Le monument aux morts[74].

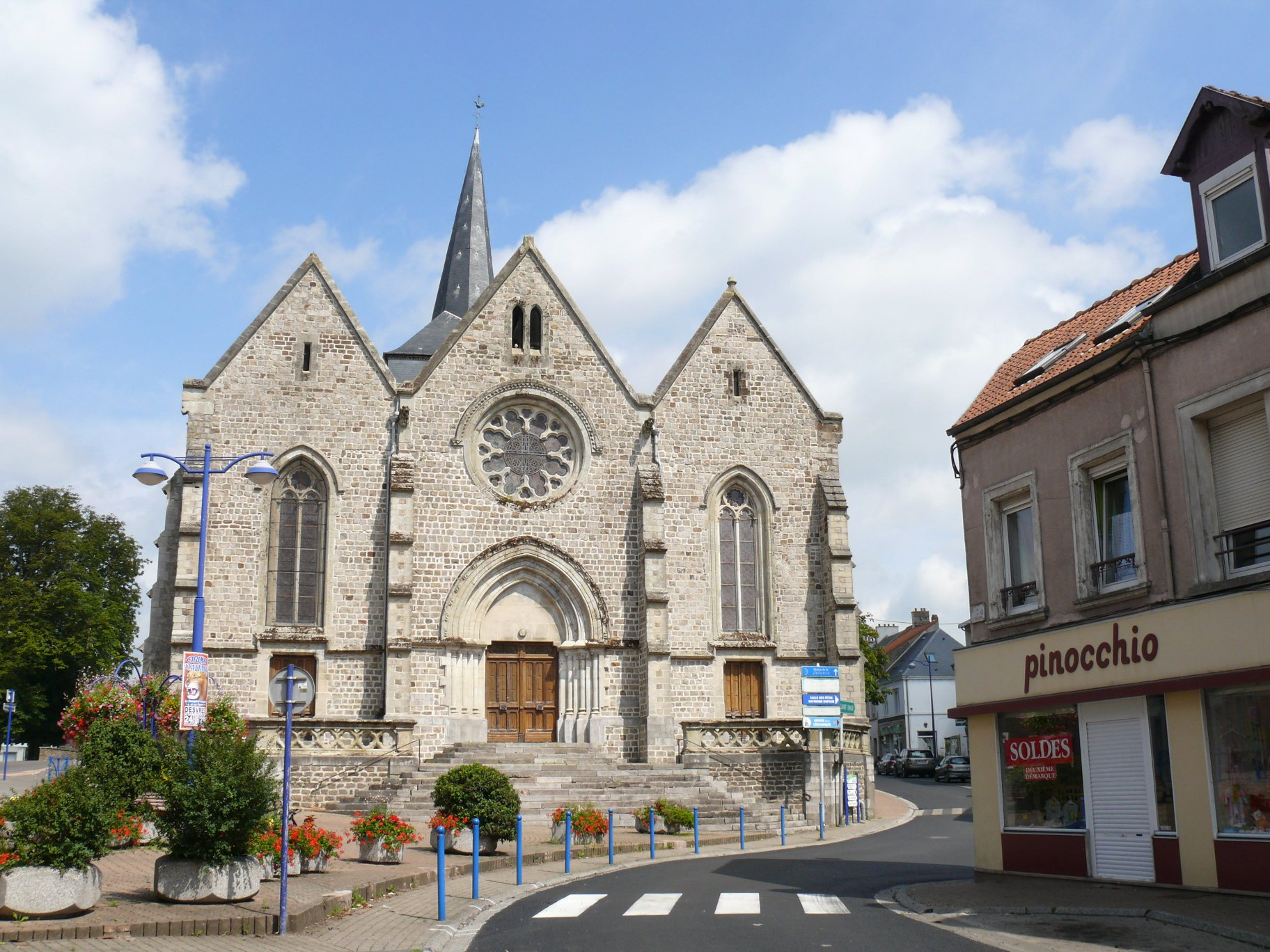
L'église Saint-Sauveur.

- Un bâti patrimonial important est recensé sur Desvres (alignement de façades sur rue, bâti industriel...).

Plusieurs édifices sont inscrits à l'inventaire du patrimoine :
- faïencerie et usine de poterie Fourmaintraux Courquin, puis faïencerie, usine de poterie et usine de grès Charles Fourmaintraux (bâtiments en brique).

Depuis 1997, Desvres a obtenu le label « Ville et Métiers d'Art », en mettant en avant le savoir-faire en matière de céramique : 
- la maison de la Faïence (rebaptisée après travaux en 2012 musée de la Céramique) dessinée par l'architecte Bertrand Klein abrite depuis 1991 un musée et une résidence d'artiste ;
- une rénovation des façades ou des monuments (église, monument aux morts...) faïencés a été entreprise dans toute la ville ;
- le troisième dimanche de juillet est désormais jour de la faïence ;
- une horloge a été érigée sur la place Léon-Blum dans le cadre des festivités du passage à l'an 2000.

La faïence de Desvres
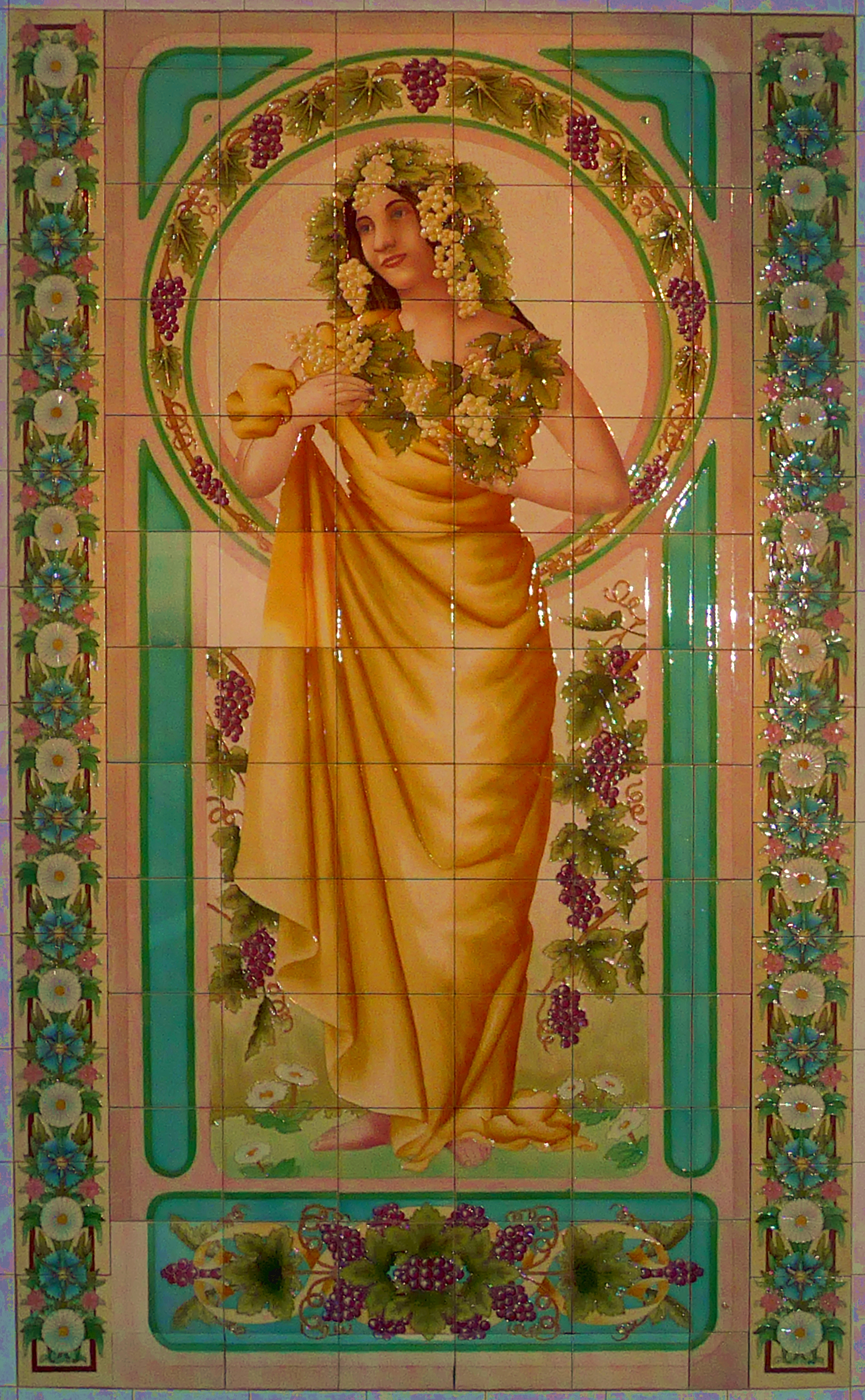
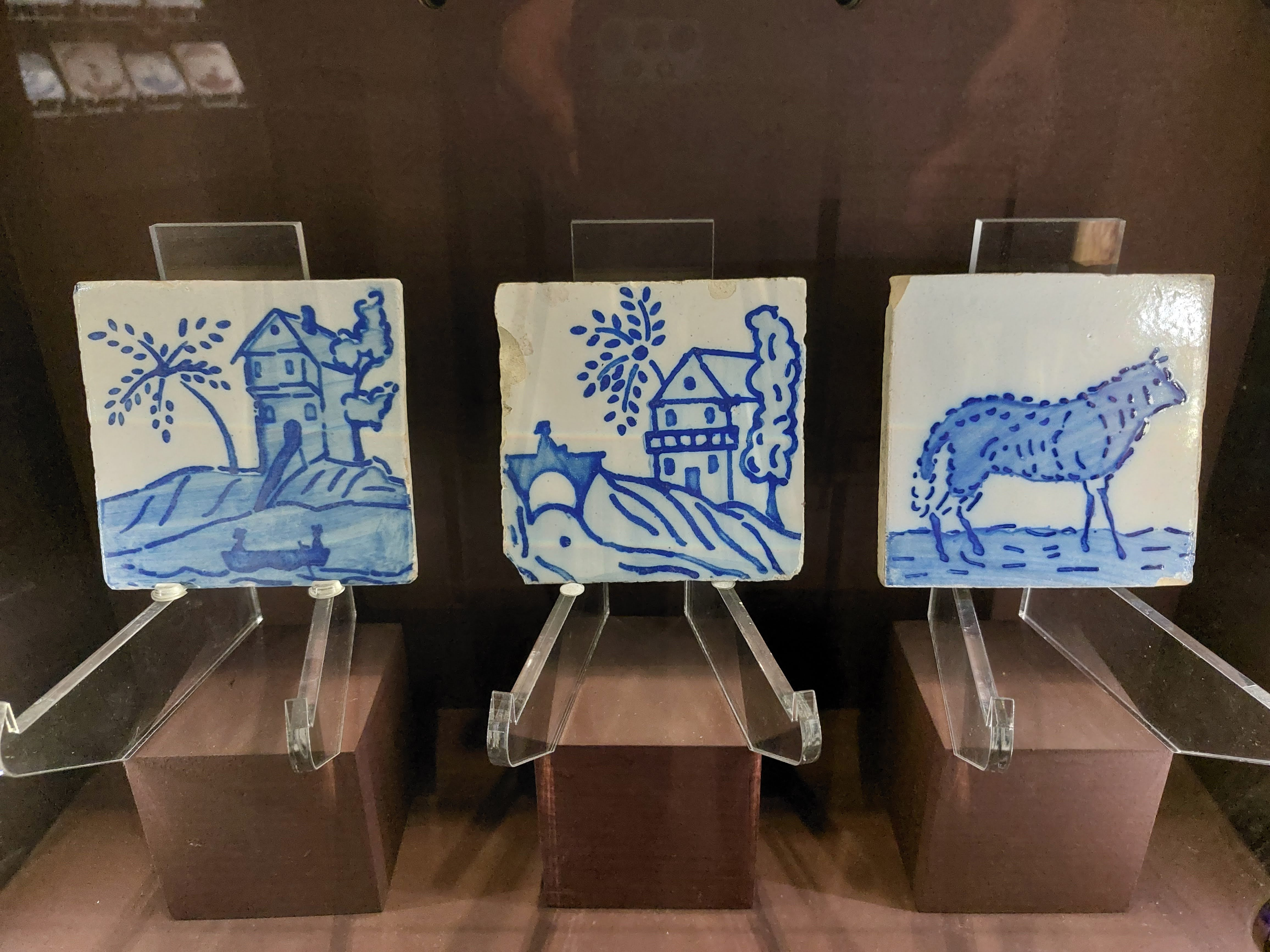
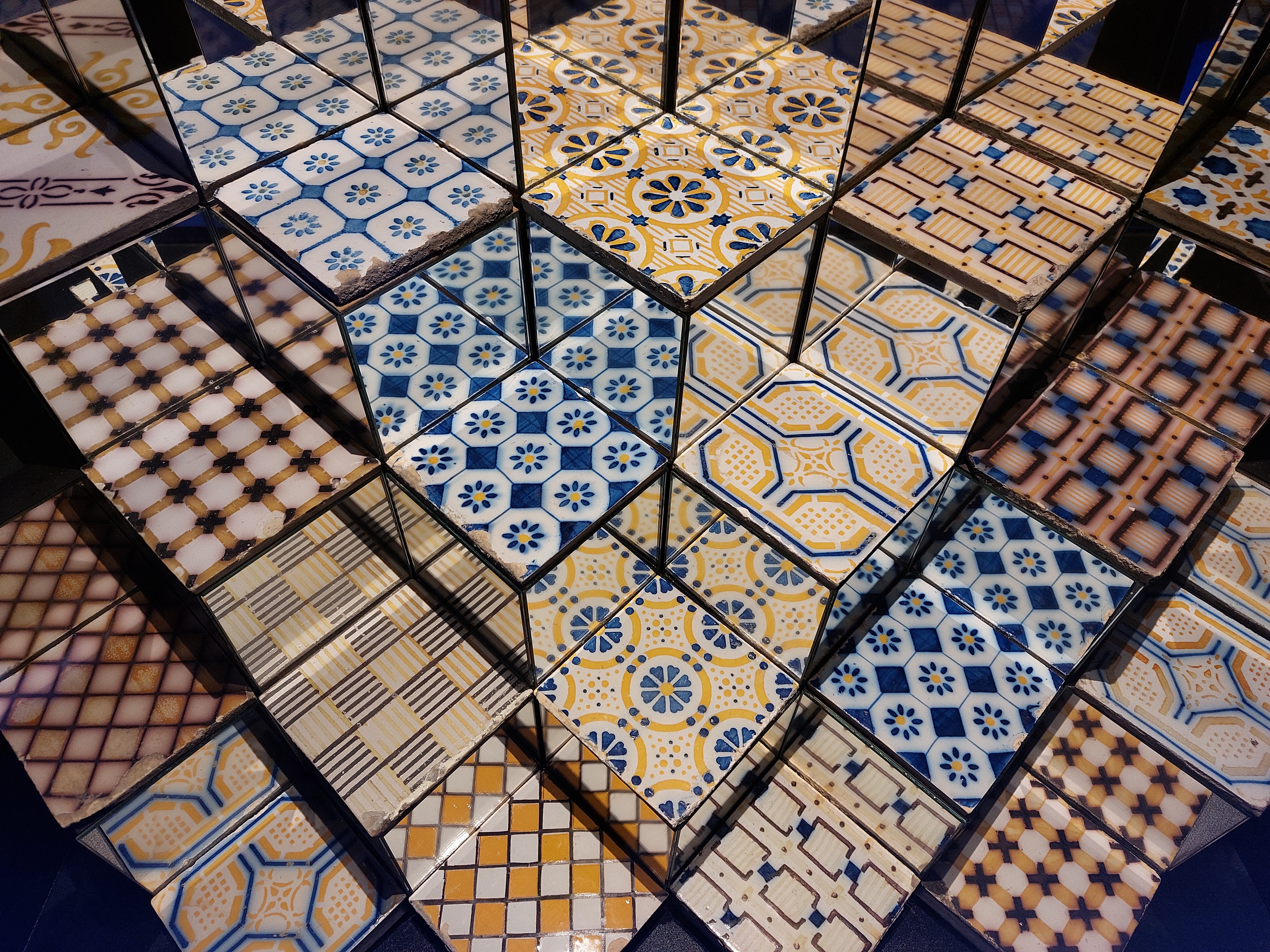
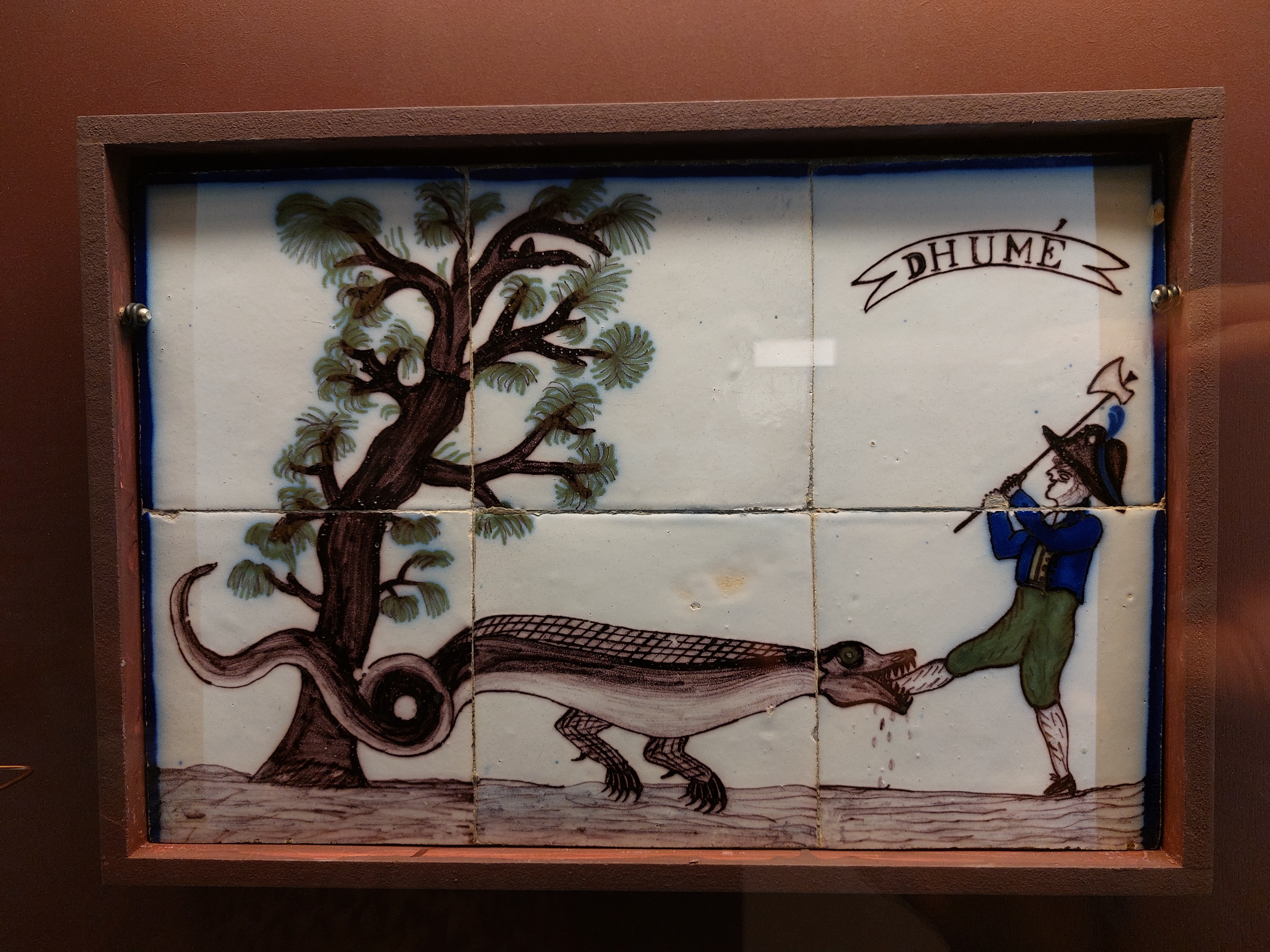
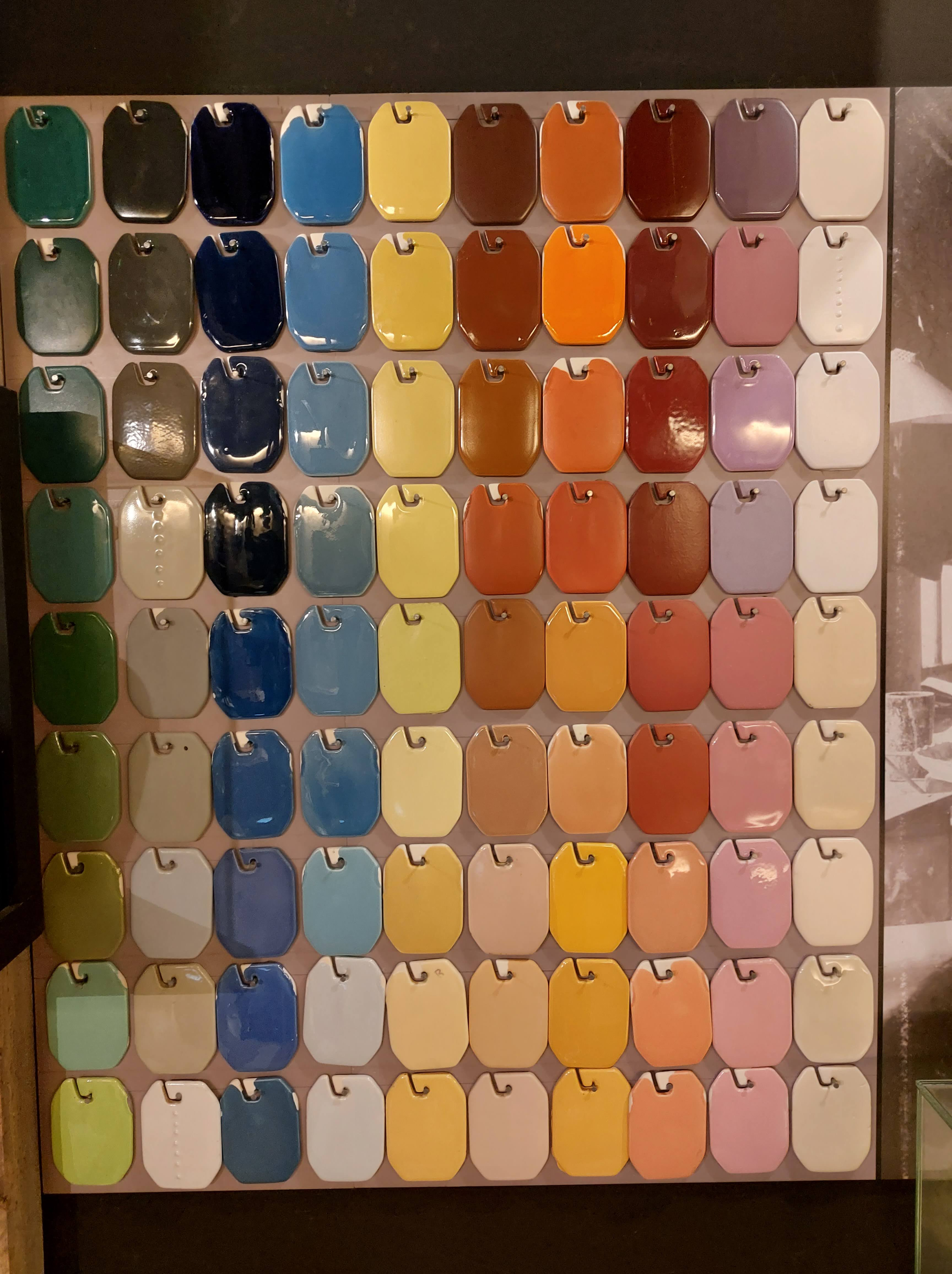

### Patrimoine culturel
Outre la faïence de Desvres et comme certaines villes du Nord-Pas-de-Calais, Desvres possède ses géants, le couple Catherine et Benoît qui, en 2024, fêtent leurs dix ans. Ils ont succédé à leurs parents créés en 1968. Ils ont pour parrain l'ancien maire Michel Sergent, et pour marraine la chanteuse desvroise Anne Ducros.

### Personnalités liées à la commune
- Jean Molinet (1435-1507), chroniqueur et poète, né à Desvres ;
- François-Joseph Boulogne (1768-?), homme politique, né à Desvres ;
- Paul Bacquet (1881-1949), homme politique, né à Desvres ;
- Henri Cornet (1884-1941), cycliste, né à Desvres ;
- Gabriel Fourmaintraux (1886-1984), céramiste, né à Desvres ;
- Jean de Gennes (1895-1929), pilote de la Première Guerre mondiale, né à Desvres ;
- Adolphe Vincent (1896-1978), homme politique, né à Desvres ;
- Florimont Cornet (1911-1949), athlète, né à Desvres ;
- Ch'Guss (d) (1928-2015), de son vrai nom Robert Jordens, humoriste et auteur patoisant boulonnais, né à Desvres[76],[77],[78] ;
- Jacques Dellerie (1947-), homme politique, né à Desvres ;
- Alain Etchegoyen (1951-2007), écrivain et philosophe, repreneur de l'entreprise de céramique Géo Martel[réf. nécessaire].

### Héraldique
| Blason de Desvres | Blason  | D'or au château de deux tours couvertes de sable, ouvert, ajouré et maçonné d'argent, surmonté d'un gonfanon de gueules à trois pendants frangé de sinople et accompagné de trois fleurs de lys d'azur.. |
| Blason de Desvres | Détails | Armes qui dateraient de l'époque des anciennes franchises communales dont bénéficiait Desvres. Adopté en 1880.                                                                                           |

## Pour approfondir